# Miroslav Rede
Miroslav Rede (Kikinda, 1938.) je hrvatski športski novinar i bivši nogometaš.

## Igračka karijera
Počeo je igrati u beogradskom Partizanu. Zajedno s obitelji se je 1959. preselio u 
Zagreb i zaigrao za Dinamo. Nakon dvije sezone u Dinamu vratio se u Beograd i odigrao jednu sezonu za FK Rad. U svoj posljednji klub Lokomotivu stigao je 1962. gdje je ostao do kraja karijere (1967).

## Športsko novinarstvo
Nakon što je prekinuo igračku karijeru, 1967. je počeo raditi kao športski novinar u Sportskim novostima kao urednik nogometnog odjela. U isto vrijeme postaje glavni urednik u tjedniku SN reviji. Godinu dana je bio športski direktor Inkera iz Zaprešića. Novinarstvu se vraća 1993. i počinje raditi za Večernji list gdje je ostao do 2002. 
Za svoj rad u novinarstvu, od Hrvatske udruge športskih novinara dobio je nagradu za životno djelo. 
Također je dobio i posebnu novinarsku nagradu za praćenje Svjetskog prvenstva u nogometu 1978. godine.

## Vanjske poveznice
- životopis u Nogometnom leksikonu.